# Michael Shea (auteur)
Pour les articles homonymes, voir Michael Shea (diplomate) et Shea.
Œuvres principales
- Cycle Nifft

Michael Shea, né le 3 juillet 1946 à Los Angeles et mort le 16 février 2014 à San Francisco, est un écrivain de science-fiction et de fantasy américain.

## Œuvres

### CycleNifft
1. La Quête de Nifft-le-Mince, OPTA, coll. « Club du livre d'anticipation », no 108, 1984 ((en) Nifft the Lean, Daw Books, 1982), trad. Daniel Lemoine et Jacques Schmitt  (ISBN 2-7201-0206-7)
2. (en) The Mines of Behemoth, Baen, 1997
3. (en) The A'rak, Baen, 2000

### Romans indépendants
- La Revanche de Cugel l'astucieux, Payot & Rivages, coll. « Fantasy », 1997 ((en) A quest for Simbilis, 1974)Suite alternative au roman Cugel l'astucieux de Jack Vance

## Récompenses
- Prix World Fantasy :
  - Meilleur roman (1983) pour La Quête de Nifft-le-mince
  - Meilleur roman court (2005) pour The Growlimb